# XSN2J (航空機)
ノースアメリカン XSN2J
試作2号機のノースアメリカン XSN2J-1 テキサン II (BuNo 121450)、1947年頃
- 用途：練習機
- 製造者：ノースアメリカン
- 運用者：アメリカ海軍
- 生産数：2機
- 運用状況：試作のみ

ノースアメリカン XSN2J （North American XSN2J-1、社内名称：NA-142）は、アメリカ海軍向けにノースアメリカン社がSNJ テキサンの代替となるために開発した高等偵察/練習機である。フェアチャイルド XNQと競争試作となったが両機共に評価試験では不満足と判定された。しかしXSN2Jの開発は、後にアメリカ空軍向けのT-28 トロージャンとなり成功を収めた。

## 要目
- 乗員：2名
- 全長：
- 全幅：
- 全高：
- 翼面積：
- 翼面荷重：
- 空虚重量：
- 全備重量：
- 有効搭載重量：
- 馬力/重量：

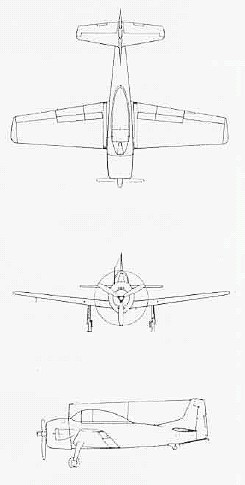
XSN2J-1の3面図

- エンジン：2 × ライト R-1820-78 星型エンジン、820 kW (1100 hp)
- 最大速度：435 km/h (270 mph)
- 巡航高度：9,144 m (30,000 ft)